# Gratamira (estación)
La estación sencilla Gratamira hace parte del sistema de transporte masivo de Bogotá llamado TransMilenio inaugurado en el año 2000.

## Ubicación
La estación está ubicada en el noroccidente de la ciudad, más específicamente en la Avenida Suba entre calles 134 y 136. Se accede a ella a través de un puente peatonal ubicado en la Calle 132A ya que, debido al tipo de terreno en el lugar, no era factible construir un acceso peatonal semaforizado.
Atiende la demanda de los barrios Ciudad Jardín Norte, Niza Suba, Iberia y sus alrededores.
En las cercanías están el Club Colsubsidio La Colina y el eje comercial de la Calle 134 o Avenida Iberia.

## Origen del nombre
La estación recibe su nombre de una urbanización ubicada en el costado oriental.

## Historia
El 29 de abril de 2006 fue inaugurada la troncal de la Avenida Suba, que hace parte de la fase dos del sistema TransMilenio.

## Servicios de la estación

### Servicios troncales
| Tipo                                | Rutas al Norte | Rutas al Sur |
| ----------------------------------- | -------------- | ------------ |
| Ruta fácil                          | 7              | 7            |
| Expresos todos los días todo el día | C15            | H15          |

### Esquema
| ← Norte |         |            |
| 7       | C15     | Calle 132A |
| Vagón 2 | Vagón 1 | Puente     |
| 7       | H15     | Calle 132A |
| Sur →   |         |            |

### Servicios urbanos
Así mismo funcionan las siguientes rutas urbanas del SITP en los costados externos a la estación, circulando por los carriles de tráfico mixto sobre la Avenida Suba, con posibilidad de trasbordo usando la tarjeta TuLlave:
| Código | Sector               | Dirección          | Rutas                                                |
| ------ | -------------------- | ------------------ | ---------------------------------------------------- |
| 046A02 | C Estación Gratamira | Av. Suba - CL 132A | C109C116C117C124C144C151C156 599 E17 E43 T795        |
| 179A03 | C Br. Niza Norte     | Av. Suba - CL 132A | A117A124A151B109B118B138B145G156H116 599 E17 E43 T13 |

## Ubicación geográfica
| Noroeste: Suba      | Norte: Suba           | Nordeste: Suba                   |
| Oeste: C 21 Ángeles |                       | Este: B Calle 146 B Calle 142    |
| Suroeste: Suba      | Sur: D Minuto de Dios | Sureste: C Av. Suba - Av. Boyacá |